# Température de Hawking
Pour les articles homonymes, voir Hawking.
Dans le domaine des trous noirs, la température de Hawking est la température du rayonnement émis par un trou noir dans le cadre de l'effet Hawking, phénomène qui voit les trous noirs émettre un très faible rayonnement thermique en raison d'effets quantiques. Elle est nommée en l'honneur du physicien anglais Stephen Hawking qui l'a découverte en 1974.
La température de Hawking est notée {\displaystyle T_{\mathrm {H} }},. Elle est inversement proportionnelle à la masse {\displaystyle M} du trou noir. Elle est donnée par,, :
{\displaystyle T_{\mathrm {H} }={\frac {\hbar c^{3}}{8\pi k_{\mathrm {B} }GM}}},
où {\displaystyle \hbar } la constante de Planck réduite, {\displaystyle c} est la vitesse de la lumière dans le vide, {\displaystyle k_{\mathrm {B} }} est la constante de Boltzmann, {\displaystyle G} est la constante gravitationnelle et {\displaystyle M} est la masse du trou noir.

## Formule
La température de Hawking d'un trou noir est proportionnelle à la gravité de surface de celui-ci, habituellement notée κ. La gravité de surface représente la façon dont le champ gravitationnel du trou noir diverge à l'approche de sa surface, l'horizon. La température de Hawking vaut
{\displaystyle T={\frac {1}{k_{\mathrm {B} }}}{\frac {\hbar \kappa }{2\pi c}}},
où kB est la constante de Boltzmann, c est la vitesse de la lumière et {\displaystyle \hbar } la constante de Planck réduite. Elle est d'ordinaire extrêmement faible pour des objets astrophysiques : pour un trou noir stellaire, elle est inférieure à quelques microkelvins, et bien plus faible encore pour un trou noir supermassif : en effet, la gravité de surface est environ proportionnelle à l'inverse de la masse d'un trou noir, aussi est-elle maximale pour les petits trou noirs. 
Plus précisément, si l'on considère un trou noir sans charge électrique et sans rotation (on parle alors de trou noir de Schwarzschild), alors la gravité de surface vaut
{\displaystyle \kappa ={\frac {c^{4}}{4GM}}},
où G est la constante de gravitation et M la masse du trou noir. La température de Hawking vaut alors
{\displaystyle T={\frac {1}{k_{\mathrm {B} }}}{\frac {\hbar c^{3}}{8\pi GM}}},
ce qui exprimé en unité de masse solaire {\displaystyle M_{\odot }} donne
{\displaystyle {\frac {T}{1{\rm {nK}}}}=61,\!7{\frac {M_{\odot }}{M}}}.

## Implications
La mise en évidence de la température de Hawking représente l'étape ultime de la construction de la thermodynamique des trous noirs, c'est-à-dire l'analogie profonde qui existe entre les lois de la thermodynamique et celles régissant les grandeurs décrivant les trous noirs : masse, surface, charge électrique et moment cinétique. Cette analogie suggérait que les trous noirs puissent être assimilés à des systèmes thermodynamiques de température non nulle, chose a priori surprenante puisque les lois de la relativité générale et de la mécanique classique impliquaient qu'aucun rayonnement ne pouvait être émis par un trou noir. L'effet Hawking contredit cette affirmation, en se basant sur des effets prédits par la mécanique quantique. Grâce à cela, les trous noirs émettent effectivement un infime rayonnement et l'analogie avec des systèmes thermodynamiques s'en trouve renforcée.